# Kong Ngie Tong Sang

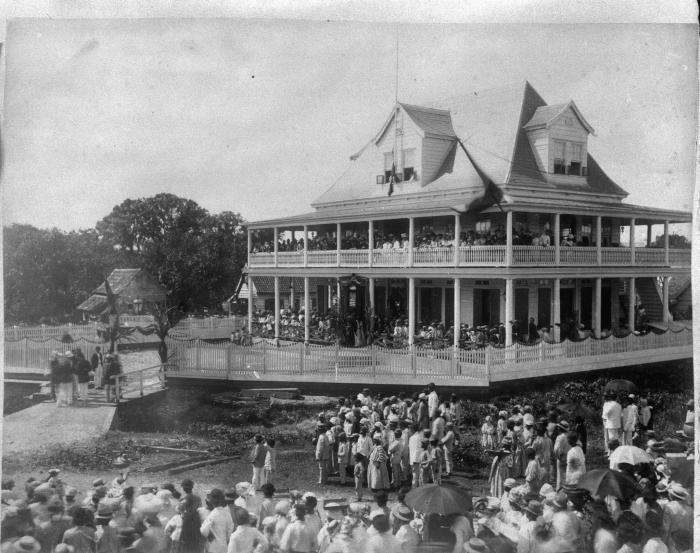
Verenigingsgebouw, eind 19e eeuw

Kong Ngie Tong Sang is een Chinees-Surinaamse vereniging in Paramaribo.
De vereniging werd in 1888 opgericht. Toentertijd werd het populaire gokspel piauw van de Chinezen bij wet verboden. Doordat ze toch gingen doorspelen, besloot de overheid Kong Ngie Tong op de veiling te zetten. Een rijke Chinees kocht het gebouw terug en werd de naam van Kong Ngie Tong veranderd naar Kong Ngie Tong Sang.
Na een lange stop van de Chinese school van de vereniging, werd in 1986 de school heropend. In 1995 werd het monumentale gebouw door een grote brand verwoest. De verjaardag van Volksrepubliek China werd voor het eerst in 1974 in het gebouw gevierd. In 2005 werd het gebouw herbouwd. Het bestaat uit het hoofdgebouw, een bejaardenverblijf, een gymzaal, de drukkerij van de krant, het kantoor en de algemene zaal. Het gebouw bevat vele Chinese voorwerpen en kunstwerken. Elke dag kunnen Chinese ouderen in het gebouw matjok spelen. Op de hoofddeur staat aan de zijkanten de duilian "广联声气,义冠华洋", wat "Verspreid met eenheid de stem, rechtvaardig goed de Chinezen in den vreemde" betekent.

## Eigendommen
- De vereniging heeft een Chineestalige krant met dezelfde naam, althans de Nederlandse naam van de krant. Het heet Kong Ngie Tong Sang Dagblad.
- Op het terrein van de vereniging staat sinds 1966 een borstbeeld van Sun Yat-sen
- In februari 2008 richtte de vereniging een televisiestation op: het Surinaams Chinees Televisie Station.
- De vereniging is de beheerder van de Kong Ngie Tong Sang-zondagmarkt
- Op 18 januari 2012 werd de Kong Ngie Tong Sang Badminton Club opgericht, die zich ook aansloot bij de Surinaamse Badminton Bond.

De meest, van Chinese origine leden, kwamen oorspronkelijk van de Perfect Flying Feathers Badminton Club, namen dit initiatief doordat de Chinese school en Kong Ngie Tong Sang net een nieuwe sporthal hadden geopend die volledige toegang verschafte aan leden van Kong Ngie Tong Sang.
Het eerste bestuur van de KNTS badminton club bestond uit:
- Perry Chong (Voorzitter)
- Andrew Zou (Vice-Voorzitter)
- Andy Yau (1e Penningmeester)
- Kevin Zou (2e Penningmeester, bestuurslid, later voorzitter)

De KNTS badminton club organiseert ook jaarlijks een badminton toernooi in hun eigen sporthal en dit toernooi maakt deel uit van het Nationale Badminton Circuit in Suriname.